# Eduardo Herrera
Eduardo „Lalo” Herrera Aguirre (ur. 25 lipca 1988 w mieście Meksyk) – meksykański piłkarz występujący na pozycji napastnika, reprezentant Meksyku.

## Kariera klubowa
Herrera pochodzi ze stołecznego miasta Meksyk i jest wychowankiem akademii juniorskiej tamtejszego klubu Pumas UNAM. Do pierwszej drużyny został włączony jako dwudziestolatek przez szkoleniowca Ricardo Ferrettiego w pierwszy mecz rozegrał w niej w październiku 2008 z salwadorskim Luis Ángel Firpo (1:1) w rozgrywkach Ligi Mistrzów CONCACAF. Przez kolejne trzy lata występował jednak wyłącznie w rezerwach – drugoligowym Pumas Morelos i trzecioligowym Pumas Naucalpan; jego karierę zahamowała ponadto poważna kontuzja pleców, której doznał w kwietniu 2009 i w wyniku której musiał pauzować przez sześć miesięcy. W meksykańskiej Primera División zadebiutował dopiero w wieku dwudziestu dwóch lat za kadencji trenera Guillermo Vázqueza, 24 lipca 2011 w wygranym 2:0 spotkaniu z San Luis, natomiast premierowego gola w najwyższej klasie rozgrywkowej strzelił 3 sierpnia tego samego roku w wygranej 2:1 konfrontacji z Monterrey.
Latem 2013 Herrera za sumę 1,3 miliona dolarów został wypożyczony do drużyny Santos Laguna z siedzibą w Torreón; w odwrotną stronę powędrował Cándido Ramírez. Tam spędził rok, pełniąc niemal wyłącznie rolę rezerwowego i nie odniósł większych sukcesów, po czym powrócił do Pumas, gdzie od razu został kluczowym zawodnikiem formacji ofensywnej i jednym z najskuteczniejszych graczy w lidze. W jesiennym sezonie Apertura 2015, tworząc duet atakujących z Ismaelem Sosą, zdobył ze swoją drużyną wicemistrzostwo Meksyku.

## Kariera reprezentacyjna
W seniorskiej reprezentacji Meksyku Herrera zadebiutował za kadencji selekcjonera Miguela Herrery, 28 marca 2015 w wygranym 1:0 meczu towarzyskim z Ekwadorem. Premierowego gola w kadrze narodowej strzelił natomiast już trzy dni później, 31 marca w sparingu z Paragwajem, również wygranym 1:0. W tym samym roku znalazł się w rezerwowym składzie reprezentacji na Copa América, gdzie rozegrał dwa z trzech możliwych spotkań (z czego jedno w wyjściowym składzie), zaś Meksykanie odpadli wówczas z turnieju już w fazie grupowej.

## Statystyki kariery

### Klubowe
| Pumas Naucalpan | 2007–2008 | Meksyk | Segunda División | 16  | 7  | —  | —  | —        | —  | — | 16  | 7  |
| Pumas Naucalpan | 2009–2010 | Meksyk | Segunda División | 7   | 4  | —  | —  | —        | —  | — | 7   | 4  |
| Pumas Naucalpan | 2010–2011 | Meksyk | Segunda División | 4   | 0  | —  | —  | —        | —  | — | 4   | 0  |
| Pumas Morelos   | 2007–2008 | Meksyk | Ascenso MX       | 18  | 6  | —  | —  | —        | —  | — | 18  | 6  |
| Pumas Morelos   | 2008–2009 | Meksyk | Ascenso MX       | 28  | 4  | —  | —  | —        | —  | — | 28  | 4  |
| Pumas Morelos   | 2009–2010 | Meksyk | Ascenso MX       | 16  | 4  | —  | —  | —        | —  | — | 16  | 4  |
| Pumas Morelos   | 2010–2011 | Meksyk | Ascenso MX       | 27  | 6  | —  | —  | —        | —  | — | 27  | 6  |
| UNAM            | 2008–2009 | Meksyk | Liga MX          | 0   | 0  | —  | —  | LMC      | 2  | 0 | 2   | 0  |
| UNAM            | 2009–2010 | Meksyk | Liga MX          | 0   | 0  | —  | —  | —        | —  | — | 0   | 0  |
| UNAM            | 2010–2011 | Meksyk | Liga MX          | 0   | 0  | —  | —  | —        | —  | — | 0   | 0  |
| UNAM            | 2011–2012 | Meksyk | Liga MX          | 32  | 5  | —  | —  | LMC      | 9  | 4 | 41  | 9  |
| UNAM            | 2012–2013 | Meksyk | Liga MX          | 32  | 5  | 9  | 3  | —        | —  | — | 41  | 8  |
| Santos Laguna   | 2013–2014 | Meksyk | Liga MX          | 23  | 4  | 5  | 2  | CL       | 4  | 0 | 32  | 6  |
| UNAM            | 2014–2015 | Meksyk | Liga MX          | 34  | 14 | 6  | 5  | —        | —  | — | 40  | 19 |
| UNAM            | 2015–2016 | Meksyk | Liga MX          | 37  | 15 | —  | —  | CL       | 8  | 2 | 45  | 17 |
| UNAM            | 2016–2017 | Meksyk | Liga MX          | 0   | 0  | —  | —  | LMC      | 0  | 0 | 0   | 0  |
| Ogółem          | Ogółem    | Ogółem | Ogółem           | 274 | 83 | 20 | 10 | LMC + CL | 23 | 6 | 317 | 99 |

- LMC – Liga Mistrzów CONCACAF
- CL – Copa Libertadores

### Reprezentacyjne
| Meksyk | Meksyk | 2015   | 6 | 3 | — | — | CA | 2 | 0 | 8 | 3 |
| Meksyk | Meksyk | 2016   | 1 | 0 | — | — | —  | — | — | 1 | 0 |
| Ogółem | Ogółem | Ogółem | 7 | 3 | — | — | CA | 2 | 0 | 9 | 3 |

- CA – Copa América